# ウルヴェル
ウルヴェル(Ulver)はノルウェーのバンド。アルバム毎に音楽性を変えるのが特徴で、ブラックメタル、インダストリアル、フォーク、トリップ・ホップと幅広い。バンド名「Ulver」はノルウェー語で「狼」の意で、英語読みでウルヴァーと表記される場合もある。

## 来歴・音楽的特徴
1992年にKristoffer Ryggを中心に結成され、デモとファーストアルバムを発表。
初期三作はブラックメタル三部作と呼ばれる。これらは17世紀のデンマーク出身で賛美歌を作曲していたThomas Kingoから影響を受けている。ファーストアルバムは、アコースティック・ギターを駆使したフォークとブラックメタルの融合といえるサウンドで、その後に発売されたセカンドアルバムは、フォークが全面に押し出されたアルバムであるが、サードアルバムはブラックメタルに戻っている。このサードアルバムがセンチュリー・メディアから配給され、国際的にデビュー。
1999年に出された4枚目のアルバムは、イギリスの詩人･画家のウィリアム・ブレイクの「天国と地獄の結婚」をテーマとしている。音楽性もインダストリアル的傾向が強くなり、いわゆるトリップ・ホップとなった。ところが、この作品の方向性を巡ってセンチュリー・メディアと対立。結果として、Rygg以外のメンバーは総入れ替えとなり、レーベルを離脱した上で自身が設立したJester Recordsからの発表となったが、作品は好評をもって迎え入れられた。以後、実験的な要素も含め、アルバム毎に音楽性を変えた作品をリリースしている。
「Messe I.X-VI.X」の製作時には、ヘンリク・グレツキの交響曲第3番、グスタフ・マーラーとグスターヴ・ホルスト、WhenやNurse with Woundのサウンドコラージュ、70年代のクラウトロックやシンセミュージック、アシュ・ラやアウトバーン、80年代のポップ・スコア、ジョン・カーペンターやTin Drum、テリー・ライリー、十字架のヨハネからの影響を語っている。

## メンバー

### 現在のメンバー
- Kristoffer Rygg (Vocal, Programming)[注 2]
- Tore Ylwizaker (Keyboards, Programming)
- Daniel O'Sullivan (Guitar, Bass, Keyboards)
- Jorn H. Svaren (Miscellaneous)

## ディスコグラフィ
フルアルバム
- 1995年 Bergtatt Et Eventyr i 5 Capitrer (1st)[注 3]
- 1995年 Kveldssanger (2nd)
- 1996年 Nattens Madrigal (3rd)
- 1998年 Themes from William Blake's The Marriage of Heaven and Hell (4th)
- 2000年 Perdition City (5th)
- 2005年 Blood Inside (6th)
- 2007年 Shadows of The Sun (7th)
- 2011年 Wars of the Roses (8th)
- 2012年 Childhood's End (9th)[注 4]
- 2013年 Messe I.X-VI.X (10th)
- 2016年 Atgclvlsscap (11th)
- 2017年 The Assassination of Julius Caesar (12th)
- 2019年 Drone Activity
- 2020年 Flowers of Evil
- 2021年 Scary Muzak
- 2024年 Liminal Animals

その他
- 1993年 Vargnatt (デモ)
- 1999年 Metamorphosis (4曲入りEP)
- 2001年 Silence Teaches You How To Sing (EP、限定)
- 2001年 Silencing The Singing (EP、限定)
- 2002年 Lyckantropen Themes (サウンドトラック)
- 2003年 1993-2003: 1st Decade In The Machines (リミックス)
- 2003年 A quick fix of Melancholy (4曲入りEP)
- 2003年 Svidd Neger (サウンドトラック)
- 2011年 The Norwegian National Opera (ライブDVD)
- 2013年 Live at Roadburn (ライブ・アルバム)